# Hajdina
Hajdina là một khu tự quản (tiếng Slovenia: občine, số ít – občina) trong vùng Podravska của Slovenia. Hajdina có diện tích 21.8 km2, dân số là theo điều tra ngày 31 tháng 3 năm 2002 là 3528 người. Thủ phủ khu tự quản Hajdina đóng tại Zgornja Hajdina.